# Барковский, Александр Николаевич
Алекса́ндр Никола́евич Барко́вский-Шашко́в (1894—1938) — деятель советских спецслужб, старший лейтенант государственной безопасности (1936), начальник особого отдела и врид председателя ОГПУ Тур. ССР (1933). Расстрелян в «особом порядке». Не реабилитирован.

## Биография
Родился в 1894 году в местечке Завихост Сандомирского уезда Радомской губернии Царства Польского в мещанской семье. По национальности поляк.
В 1914 году после окончания гимназии поступил в Варшавский политехнический институт. С 1915 года — в РИА, участник Первой мировой войны, служил юнкером в 72-м Тульском пехотном полку. В 1916 году, после окончания Виленского военного училища, был произведён в прапорщики и направлен на Восточный фронт. Войну закончил подпоручиком и помощником командира батальона.
В 1917 году после Октябрьской революции А. Н. Барковский выбран командиром 4-го самокатного батальона. С 1918 года участник Гражданской войны, назначался сотрудником для поручений, сотрудником военного контроля (армейская контрразведка) и сотрудником регистрационного (разведывательного) управления штаба Южного фронта. С 1919 года был внедрён в Добровольческую армию — поручиком Дроздовского полка. С 1920 года — конспиративный сотрудник разведотдела штаба РККА в Турции и на Балканах. С 1923 года назначался начальником сектора и помощником начальника разведотдела штаба Пятой армии.
С 1924 года работал в иностранном отделе (ИНО) ОГПУ при СНК СССР — военный советник-резидент в Северо-Восточном Китае. С 1925 года — уполномоченный полпредства ОГПУ по Дальневосточному краю в Хабаровске. С 1927 года старший уполномоченный, начальник отделения, с 1930 года помощник начальника и с 1933 году назначен начальником особого (контрразведывательного) отдела и временно исполнял должность председателя ОГПУ ТурССР. С 1933 года — помощник начальника особого отдела ОГПУ — НКВД КазССР. С 1935 года — заместитель начальника особого отдела ГУГБ НКВД Сибирского военного округа. С 1937 года — помощник начальника особого отдела УНКВД Западно-Сибирского края.
Арестован 25 августа 1937 года. 10 сентября 1937 года уволен в запас с формулировкой «за невозможностью дальнейшего использования в ГУГБ НКВД СССР». Внесен в список «Москва-центр» от 3 января 1938 года по 1-й категории (Жданов за, Молотов, Каганович, Ворошилов). 10 января 1938 года в особом порядке приговорён к ВМН — расстрелу, в тот же день приговор был приведён в исполнение. Место захоронения: спецобъект НКВД «Коммунарка». Не реабилитирован «виду активного участия в фабрикации дел на военнослужащих СибВО и ведения недозволительных методов следствия».

## Награды
- Орден Трудового Красного Знамени Туркменской ССР(1930);
- Орден Красной Звезды (1934; лишён посмертно Указом Президиума ВС СССР от 15.10.1940[6])